# Henri Jaspar
Henri Jaspar (1870 — 1939) foi um político da Bélgica. Ocupou o lugar de primeiro-ministro da Bélgica (ou Ministro-Presidente) de 20 de Maio de 1926 a 6 de Junho de 1931.